# Rodovia Raimundo Pessoa de Araújo
A Rodovia Raimundo Pessoa de Araújo, é uma estrada que percorre todo o distrito de Mirambé, em Caucaia, ligando o município a Maracanaú.
Seu ponto inicial fica no bairro Nova Metrópole, no final da Avenida Contorno Leste e seu ponto final fica na CE-065, na localidade de Mucunã, em Maracanaú.